# 細川興隆
細川 興隆（ほそかわ おきたか）は、江戸時代前期の大名。常陸国谷田部藩の第3代藩主。官位は従五位下・豊前守。

## 生涯
寛永9年（1632年）、第2代藩主・細川興昌の長男として誕生した。寛永20年（1643年）に父が死去したため家督を継ぐ。正保3年（1646年）に従五位下・豊前守に叙位・任官する。
下館城在番、大坂加番、駿府加番、天和元年（1681年）の真田信利改易の際の沼田城在番などを務めた。元禄2年（1689年）閏1月14日、長男の興栄に家督を譲って隠居する。
元禄3年（1690年）1月21日に死去した。享年59。
生まれつき穏やかで学問に通じていたが、短慮な一面もあったとされる。

## 系譜
父母
- 細川興昌（父）
- 加藤貞泰の娘（母）

正室
- 牧野信成の娘

子女
- 細川興栄（長男） 生母は正室
- 加藤泰和（次男）
- 亀姫、顕寿院 - 細川利重正室
- 小笠原長重正室